# Nazisme

La croix gammée, emblème du nazisme.

Le national-socialisme (en allemand Nationalsozialismus), plus couramment désigné en français sous l'abréviation nazisme (en allemand Nazismus), est l'idéologie politique du Parti national-socialiste des travailleurs allemands (NSDAP), parti politique d'extrême droite,, fondé en Allemagne en 1920 et dirigé par Adolf Hitler,,,. 
Cette idéologie théorise une hiérarchie au sein de l'espèce humaine divisée en « races », au sommet desquelles se trouve la « race aryenne », supérieure, tandis que les races les plus détestées par les nazis, les Juifs, les Slaves et les Tziganes, forment la classe des « sous-hommes », les Untermenschen. Le nazisme est le seul type de fascisme incorporant à la fois racisme biologique et antisémitisme. Par extension, le terme nazisme désigne le régime politique inspiré de cette idéologie, dictature totalitaire et expansionniste dirigée par Adolf Hitler de 1933 à 1945 et connue sous les noms de Troisième Reich ou d'Allemagne nazie.
En tant que sujet de science politique, les définitions du nazisme varient selon les historiens. En particulier, reste ouverte la question de savoir si le nazisme ne fut que l'une des formes du fascisme ou doit être considéré, parce qu'ayant fait du racisme une doctrine d'État, comme un phénomène historique et idéologique unique. En effet, l'antisémitisme officiel du régime nazi, l'élimination des personnes juives, handicapées et la persécution, entre autres, des opposants politiques, des homosexuels et des Roms, se concrétisent dès 1933, par la mise en place d'une législation raciale et fortement discriminatoire, par une politique de spoliation des Juifs, et par l'internement des opposants et des « indésirables » dans les premiers camps de concentration en Allemagne. Cette politique ne fait que s'amplifier du début de la Seconde Guerre mondiale, lorsque la Shoah par balles est déclenchée et que sont créés les centres d'extermination nazis, jusqu'à la défaite militaire du Troisième Reich en 1945. Ainsi, plus de six millions de personnes, dont une majorité de Juifs, sont tués dans les camps de concentration et les centres d'extermination, ou lors des innombrables massacres commis par les troupes nazies et leurs supplétifs des pays occupés. Le régime nazi, censé « durer mille ans », en dure douze et laisse l'Europe exsangue et l'Allemagne en ruines.

## Étymologie
À l'origine, « Nazi » (prononcer na-tsi) est un diminutif du prénom Ignaz (Ignace), qui acquiert une connotation dépréciative pour désigner un habitant de Bavière ou d'Autriche, puis généralement un paysan, une personne peu éduquée. Les opposants bavarois utilisent le terme « nazi » à partir des années 1920, en jouant sur la connotation précédemment expliquée, pour désigner les partisans du NSDAP. Le terme est peu repris par les nazis eux-mêmes.
En politique allemande, les partisans du socialisme (all. Sozialismus) étaient appelés Sozi. Joseph Goebbels utilise en 1927 l'abréviation nazi, en l'accolant à -sozi, ce qui donne dans son ouvrage Nazi-Sozis,.
En 1923, Kurt Tucholsky est le premier à employer le terme à propos des nationaux-socialistes.

## Présentation

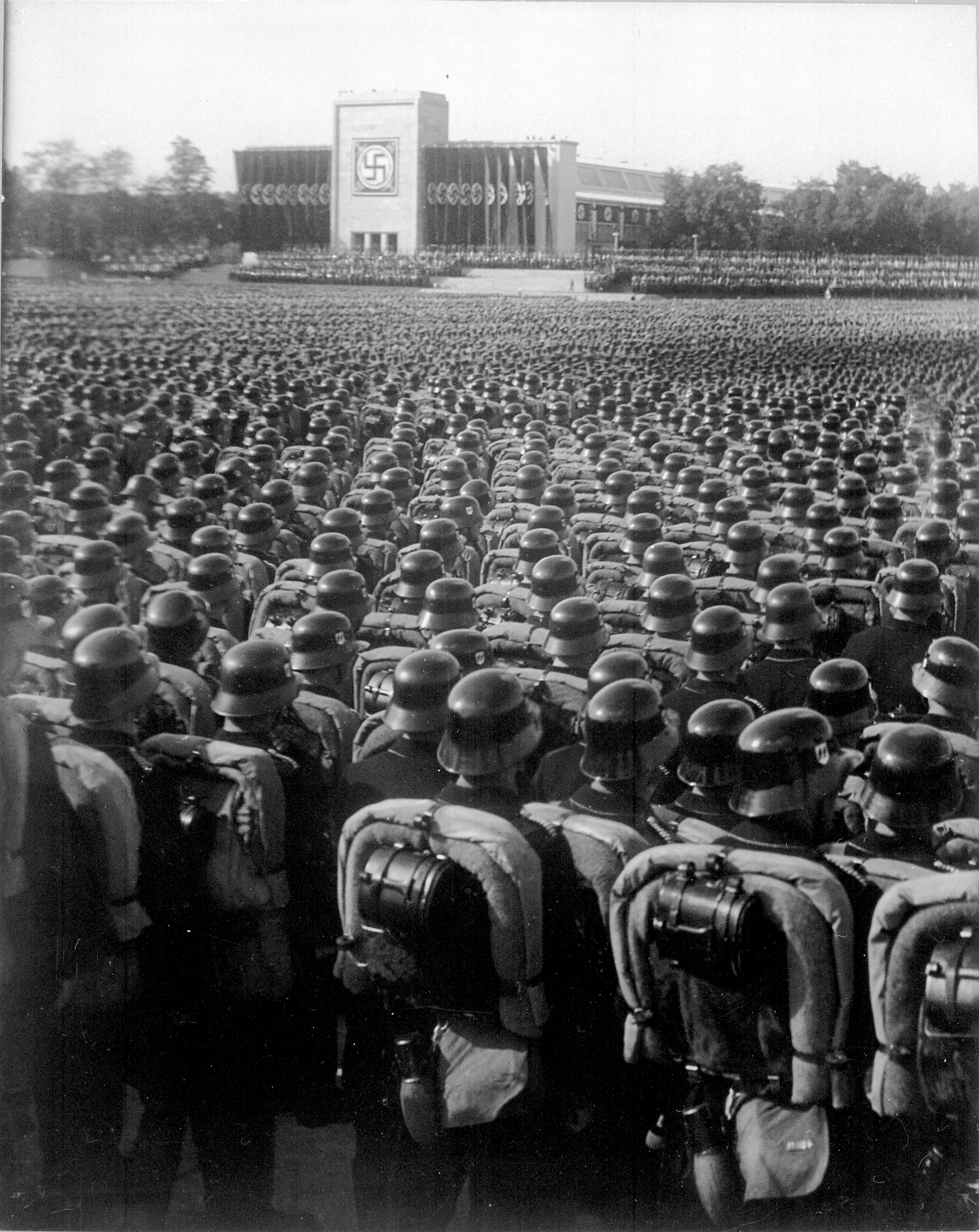
Membres de la SA, de la SS et de la NSKK, lors du congrès du parti nazi, à Nuremberg en 1935.

Le mot « nazisme » est la traduction française de l'allemand Nazismus, qui est une abréviation de l'expression allemande Nationalsozialismus, « national-socialisme ».
Le « national-socialisme » se veut opposé au « socialisme international », c'est-à-dire des mouvements socialistes internationalistes, d'inspiration marxiste ou non, tels que l'Internationale socialiste ou l'Internationale communiste, dont la vocation universaliste était à l'opposé du nationalisme pangermaniste hitlérien. L'idéologie nazie se distingue également d'autres doctrines nationalistes de l'époque comme, en France, le « socialisme national » de Maurice Barrès, qui disait combiner nationalisme et socialisme, mais qui ne manifestait pas un racisme aussi radical.
Durant toute l'existence du parti, de 1920 à 1945, les idéologues nazis, s'appuyant sur la falsification antisémite Les Protocoles des Sages de Sion, reprennent et développent l'idée d'un complot juif international. Les nazis font des Juifs, désignés par le terme générique de « juiverie », des coupables collectifs, responsables de la défaite de 1918 et de la révolution russe, dans le cadre d'un complot mené contre une Allemagne innocente et trahie. Le peuple allemand devrait par conséquent n'aspirer qu'à se libérer de la tutelle occulte exercée par les Juifs et leurs alliés. Les Juifs sont ainsi réduits à la fonction de bouc émissaire et définis par leur appartenance à une prétendue « race juive » sournoise et cosmopolite qu'il faut combattre : la propagande du Parti national-socialiste des travailleurs allemands (NSDAP) et du IIIe Reich présente le conflit qui s'ouvre en 1939 comme une « guerre contre les Juifs », et les faits de guerre (bombardements…) comme la réaction du complot international juif qui cherche l'extermination du peuple allemand ; ainsi, les Juifs, entendus comme un groupe fantasmatique homogène, sont-ils présentés comme les principaux responsables du conflit.
Le Programme en 25 points, programme politique du nazisme, fut exposé pour la première fois au cours d'une réunion publique le 24 février 1920 à la Hofbräuhaus de Munich (célèbre brasserie pourvue d'une vaste salle propice aux réunions politiques et qui existe toujours) par Adolf Hitler lui-même. Dans ce programme, Hitler exige l'abrogation du traité de Versailles et il prive les Allemands juifs de leur citoyenneté. À la suite de cette assemblée fondatrice, le Parti ouvrier allemand (en allemand Deutsche Arbeiter Partei, en abrégé DAP) prendra désormais le nom de Parti national-socialiste des travailleurs allemands (National Sozialistische Deutsche Arbeiter Partei, en abrégé NSDAP) : le parti nazi est né.
En 1925 (soit plus de deux ans après le coup d'État manqué et plusieurs séjours en prison), Adolf Hitler publie Mein Kampf (Mon Combat), livre à la fois autobiographique, idéologique et « programme politique ». Cet ouvrage, écrit en prison, deviendra le texte de référence du nazisme. La thèse selon laquelle le national-socialisme n'était rien d'autre, en somme, qu'un « hitlérisme », est fort discutée ; néanmoins, l'opportunisme politique (en) sera, dès le début de sa carrière, une constante dans les discours et écrits d'Adolf Hitler. L'historien britannique Ian Kershaw, auteur d'une imposante biographie d'Hitler, montre ainsi que l'apparition de certaines expressions ou concepts pourtant propres au discours hitlérien (par exemple le Lebensraum, c'est-à-dire en français l'espace vital) sont assez tardives. Et c'est Hitler lui-même qui rappellera que ce n'est qu'en juin 1919 que les cours d'économie de Gottfried Feder sur « l'esclavage par l'intérêt » fournirent le levier qui lui manquait pour animer un véritable parti politique : « Après avoir écouté le premier cours de Feder, l'idée me vint aussitôt que j'avais trouvé le chemin d'une condition essentielle pour la formation d'un nouveau parti ». Peu après l'accession d'Hitler à la Chancellerie le 30 janvier 1933, les autres partis politiques sont progressivement éliminés ou interdits. Le 23 mars 1933, le Reichstag vote la loi donnant les pleins pouvoirs à Hitler, seuls les socialistes votant contre (les députés communistes étant pour leur part emprisonnés). Le 14 juillet 1933, le NSDAP devient le parti unique sur lequel s'appuie le régime, notamment pour la « mise au pas » de l'Allemagne, et le restera jusqu'à la chute du Troisième Reich et l'abrogation de cette loi le 20 septembre 1945 (voir Loi n° 1 du Conseil de contrôle allié portant abrogation du droit nazi).

## Idéologie

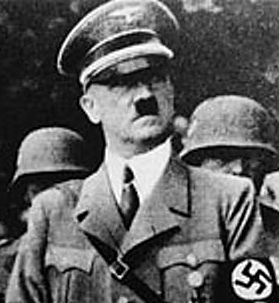
Adolf Hitler, le Führer du Troisième Reich.

Les nazis étaient xénophobes, demandant par exemple que « tous les non-Allemands établis en Allemagne depuis le 2 août 1914 soient immédiatement contraints de quitter le Reich », et que « tous les directeurs et collaborateurs de journaux paraissant en langue allemande soient des citoyens allemands ». Ils s’opposaient à la « conception matérialiste du monde ». Ils étaient réellement antichrétiens, certains comme Himmler voulant instaurer une forme de paganisme, d'autres comme Hitler dans son programme en 25 points, souhaitant placer les Églises sous la tutelle du parti nazi en imposant la création du « christianisme positif ».

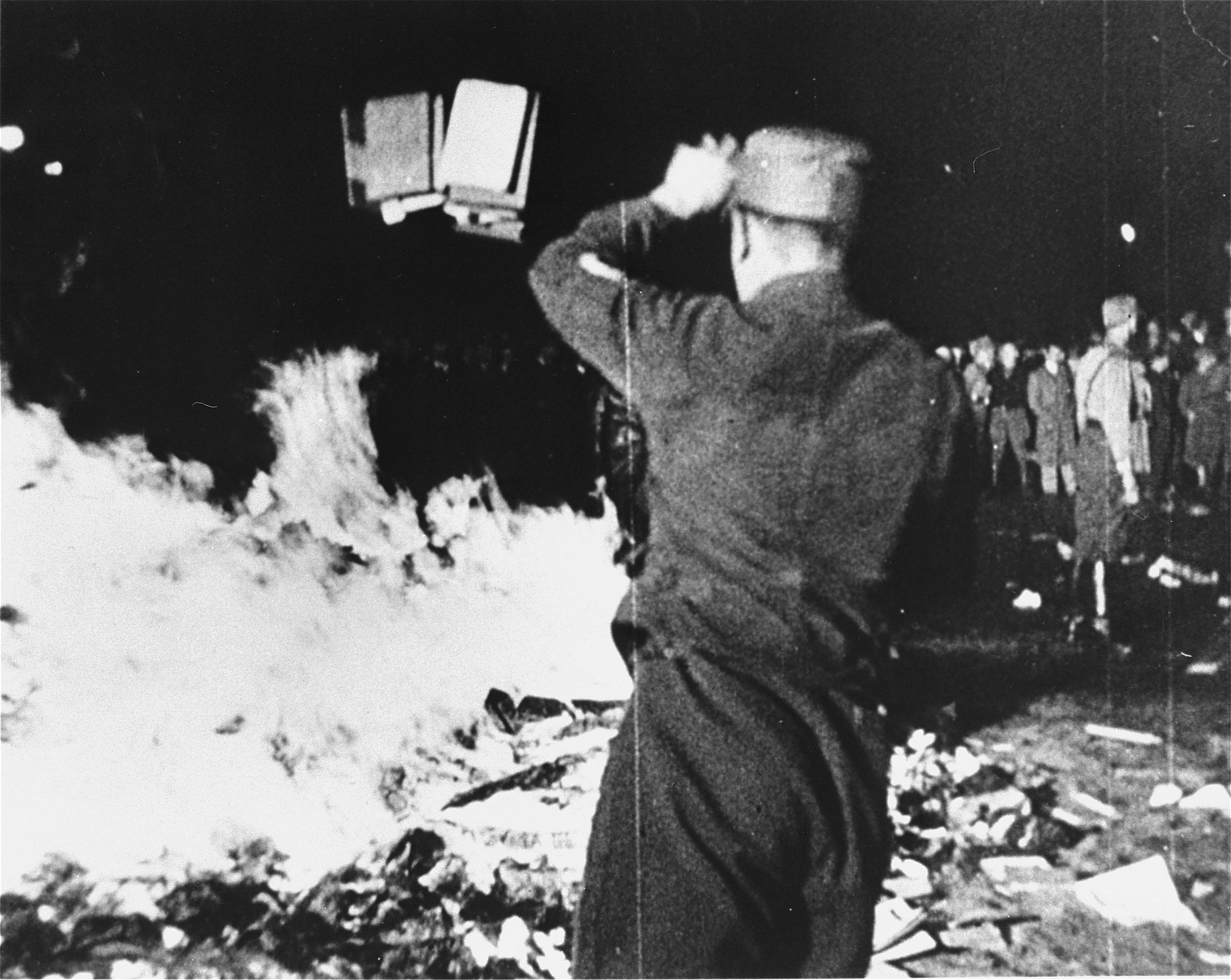
Des étudiants nazis brûlent les livres jugés dangereux par les nazis en public le 10 mai 1933. C'est un autodafé.

Le nazisme se veut une idéologie totalitaire, cherchant à dominer et à contrôler tous les aspects de la vie des citoyens, embrigadés dès l'enfance dans toutes sortes d'associations maîtrisées par le Parti, qu'ils étaient destinés à servir : Napolas, Jeunesses hitlériennes, Association des jeunes filles allemandes, Association des femmes allemandes, Association des Allemands de l'étranger, Secours populaire du parti nazi, Secours d'Hiver du peuple allemand. Le régime nazi est proche du fascisme, duquel il a pris le caractère démonstratif que celui-ci a initié, assurant le culte du chef et le respect de la doctrine du Parti par l'usage systématique de mises en scène théâtrales, et aussi de la violence[réf. nécessaire]. Le Führerprinzip, soit l'absence totale de limites posées au pouvoir personnel du chef, est un élément central du nazisme, qui exalte la figure du Führer par un culte de la personnalité permanent. Mais le nazisme s'inspire aussi du bolchévisme, adoptant le principe d'un parti unique constitué de militants professionnels, parmi lesquels il recrute des milices privées, les SA et les SS, enfin en organisant la toute puissante Gestapo dès la prise de pouvoir[réf. nécessaire].
La doctrine nazie se fondait sur une classification raciale des hommes selon la « qualité de leur sang ». Les Tziganes, les Asiatiques, et les Noirs étaient classés au plus bas dans l'échelle des races, juste avant les Juifs et après les Slaves et les Méditerranéens. Elle aboutit à pousser les applications de l'eugénisme dans ses conséquences extrêmes, en particulier l’élimination des personnes malades et handicapées du Programme Aktion T4, l'expérience des lebensborn, et surtout la Shoah. Elle incitait à expulser hors d'Allemagne les hommes des « races inférieures », en particulier les Juifs envers lesquels elle a immédiatement pris des mesures vexatoires, favorisant l'émigration des plus riches et des plus déterminés vers d'autres pays, avant d'enfermer progressivement les autres dans des camps de concentration, avec les opposants politiques et religieux et les « asociaux » de tous ordres. Pour Ian Kershaw, « étant donné sa nature, sa composition et ses forces dominantes, le mouvement nazi ne pouvait avoir qu’une conception du changement social négative (liquidation des organisations de la classe ouvrière, discrimination accrue contre les minorités) ».
Les nazis utilisèrent le terme d’Aryen pour définir la « race humaine » qu'ils considéraient la plus pure, la plus supérieure et la plus noble, qui était appelée « race nordique » (ex septentrione lux, « toute lumière vient du Nord ») par certains scientifiques de cette époque : cette hypothèse de la procession nordique des civilisations méditerranéennes, qui a lieu dans l'université allemande du XIXe siècle, devient une thèse d'État enseignée à l'école, à l'université (où, après la loi d'aryanisation de la fonction publique en avril 1933, un tiers des postes sont libérés, laissant la place à des enseignants pouvant faire rapidement carrière en professant cette nouvelle propagande) et dans les organisations du parti nazi. Les idéologues nazis prétendaient que l'existence des Aryens aurait été confirmée par l'Histoire et l'archéologie nazie (les archéologues étant recrutés en masse par une organisation SS, l'Ahnenerbe, afin de montrer que le IIIe Reich est comme une seconde Sparte), l'expérience pratique, et les traits uniques de l'Aryen (notamment les cheveux blonds et les yeux bleus). Les nazis utilisèrent la propagande pour promouvoir cette thèse (Welthauptstadt Germania, Jeux olympiques d'été de 1936, etc.).
Le programme national-socialiste prétendait également avoir une dimension sociale, symbolisée par le rouge dans le drapeau nazi, qu'il imposa à l'Allemagne. Toutefois, selon Ian Kershaw, « dans leur majorité, les historiens considèrent l'idéologie sociale du national-socialisme soit comme de la vulgaire propagande, soit comme une doctrine sérieuse dans ses intentions, mais impossible à mettre en pratique en raison de ses contradictions internes ». Cependant, certains rejettent cette interprétation ; ainsi, selon l'historien Götz Aly (2005), les nazis auraient témoigné d'un réel souci des classes populaires : ils réorganisent les professions, créent des mutuelles et des prestations sociales, luttent contre le chômage, favorisent des loisirs et des fêtes pour les couches populaires, etc. Pour Aly, c'est d'ailleurs là l'une des clés de la popularité du régime. Kershaw considère au contraire que « les nouveaux rapports de classe institués en 1933 réduisirent à néant les acquis sociaux remportés par le monde ouvrier non seulement depuis 1918, mais même depuis l'ère bismarckienne ». Stephen Hicks estime que, quelque en aient été les conséquences, les nazis auraient été véritablement sincères dans leurs revendications sociales. Il prétend le démontrer en affirmant que les partisans du national-socialisme ont préféré créer un parti impopulaire et éloigné de la capitale plutôt que d'infiltrer un parti déjà populaire, ce qui aurait été selon le philosophe une méthode plus sûre si leur but était uniquement d'accéder au pouvoir.
La tendance « socialisante » de la doctrine nazie fut cause de dissensions graves entre les dirigeants du parti. À ses débuts, Joseph Goebbels qualifiait ainsi le nazisme de « bolchévisme national ». Cependant, Hitler, par pragmatisme et opportunisme politique, sera conduit à accepter les financements d'industriels inquiétés par la montée du communisme, à abandonner certaines revendications et à éliminer sans pitié les courants par trop « socialisants » (les frères Strasser, Röhm, etc.).

### Objectifs

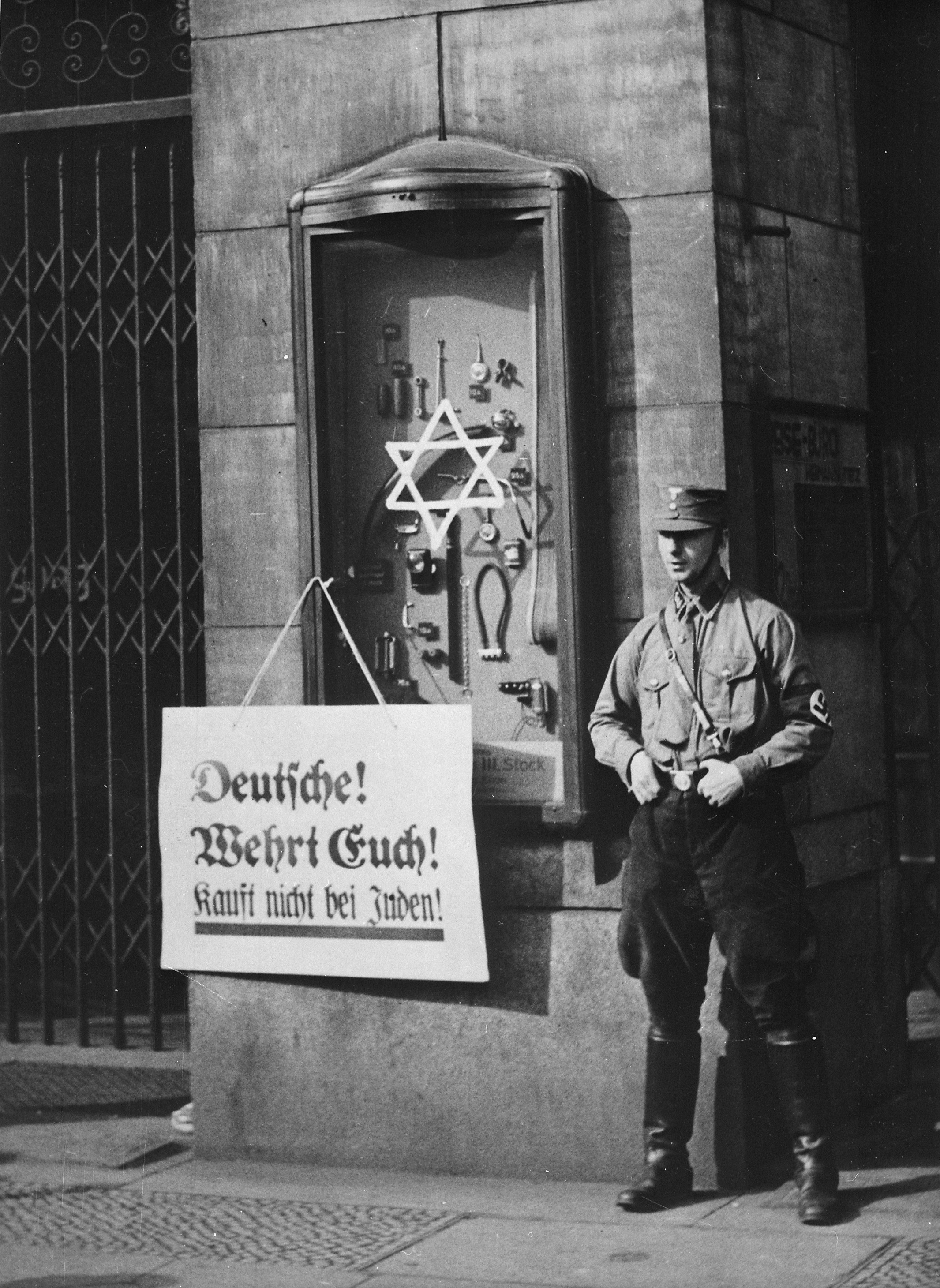
Antisémitisme en Allemagne en 1933. Sur la pancarte : Allemands, défendez-vous ! N'achetez pas chez les Juifs !

Le nazisme prône la supériorité de la « race aryenne » sur toutes les autres « races » humaines. Ce qu'il nomme « race aryenne » est en fait une notion à la fois morphologique, culturelle et religieuse. Le « véritable » aryen est celui qui est physiquement proche du canon germanique. La croyance commune fait correspondre cette « race aryenne » à l'image d'un homme pâle, blond aux yeux bleus et de culture germanique. En réalité, les critères, bien que restreints, étaient sensiblement plus larges (notamment au niveau des couleurs des yeux et des cheveux). D'après Hitler, cette race aryenne est l'unique source de tous les progrès de l'Humanité. Seuls ceux qui ont une trace de sang aryen peuvent avoir du génie. Les autres « races » ne font qu'imiter voire, comme les Juifs, spolier ou détruire le génie humain[réf. nécessaire]. À ce titre, la race aryenne doit conserver la pureté de son sang pour concentrer le génie humain dans une race qui dominera le monde. On trouve ici l'origine idéologique des programmes d'élimination des personnes handicapées. Pour la « survie de l'Humanité », les nazis se doivent d'éliminer les races et « peuples inférieurs » qui, en polluant la génétique humaine, l'amènent à sa perte[réf. nécessaire]. Les nazis classèrent ainsi les populations en fonction de ce qu'ils appelaient les « races à éduquer » (les Latins, les Japonais et les Slaves), les « races à réduire en servitude » (les Asiatiques, les Noirs) et les « races à exterminer » (les personnes de confession ou d'ascendance juive et le peuple tzigane)[réf. nécessaire].

### Racisme

#### Théorisation du concept de race supérieure
Au sein du mouvement nazi, les échanges sont nombreux jusqu'en 1934 au moins, pour définir précisément ce qui doit être contenu dans la doctrine raciste et sur ce que doivent être les implications pratiques de la doctrine.
En effet, à partir des années 1920, la fixation de la doctrine raciale nazie se fait en plusieurs étapes, rythmées par les querelles internes au sein du NSDAP.
La doctrine raciale nazie se fondait surtout sur l’œuvre d’Hans Günther, professeur de « science raciale » à l’Université d'Iéna dont les idées étaient fortement soutenues par le gouvernement allemand. Selon Günther, tous les Aryens partagent un type nordique idéal qui crée un contraste avec les Juifs, qui constituent plutôt un mélange de plusieurs races. Sa doctrine nordiste part du postulat que le peuple germanique originel, les Indogermains, est originaire du nord de l'Europe. Dans son ouvrage L'Idée Nordique, paru en 1925, Günther défend l'idée d'une politique raciale de renordification du peuple allemand.
La lignée généalogique, les mesures anthropologiques de crânes et les évaluations de l’apparence physique étaient tous des outils utiles à la détermination de la race. Pour Günther, même si l’apparence physique était la chose observée, « le corps est l’enveloppe de l’âme » et « l’âme est primaire. » Toutefois dans la doctrine raciale nazie les catégories de « sang allemand » et de « sang étranger à l’espèce » ne furent jamais clairement définies, et entre le pôle aryen et le pôle juif se trouvait toute une nébuleuse de races qu’il était parfois malaisé de situer sur une échelle. Concernant les races européennes, Günther les divisait en race nordique (nord de l'Europe), méditerranéenne (sud de l'Europe et Afrique du Nord[réf. nécessaire]), dinarique (Balkans), alpine et est-baltique.
Le nazisme est donc essentiellement une idéologie raciste, qui poursuit deux buts concomitants. D'une part, l'établissement d'un « espace vital » (Lebensraum) pour la « race supérieure » que constitue selon les nazis la « race aryenne ». Cet espace vital étant conçu comme devant se développer vers l'Est, il implique la destruction de l'URSS et l'asservissement des peuples slaves. D'autre part, le maintien de la pureté de la « race supérieure » passant par une ségrégation empêchant notamment les mariages « mixtes », puis l'extermination des « dégénérés » comme les malades mentaux et enfin l'anéantissement des « races inférieures », en premier lieu les Juifs.

#### Lutte des races
Aux yeux des différents théoriciens du nazisme, la lutte des races constitue le moteur de l'histoire.
Ainsi, dans Mein Kampf, Hitler, en quête d'un principe pour expliquer l'histoire humaine, affirme que la lutte des races se fait à échelle mondiale. De plus, dans cette lutte, la recherche de mélanges raciaux, du métissage, constituerait l'arme la plus sournoise du Juif contre la race indo-germanique nordique. À partir de 1933, de nombreuses publications développant cette théorie sont éditées à l'intention d'un vaste public. Par exemple, l'essai Peuple, race et État dans l'Antiquité (1936) de Fritz Geyer propose une vision nazie de l'histoire humaine fondée sur le postulat que les civilisations antiques nordiques ont connu une phase de dissolution politique et culturelle (dont elles ne se sont pas relevées) en raison de la pratique des métissages à grande échelle. Walter Gehl, dans ses manuels scolaires, dresse un tableau de ces époques de décadence raciale que sont l'époque hellénistique et la crise du IIIe siècle à Rome.
Autre théoricien du nazisme dont l'influence fut également importante, Alfred Rosenberg développa ses théories raciales dans Le Mythe du XXe siècle (1930), où il réduit l’histoire à une lutte des races (expression éponyme de l'ouvrage Ludwig Gumplowicz de 1893) et met en valeur l’homme nordique menacé par le métissage, les Juifs et les valeurs judéo-chrétiennes. Il considérait par ailleurs les Berbères d'Afrique du Nord comme des descendants des peuples aryens atlanto-nordiques : « Les Berbères, dont une partie conservent encore la peau claire et souvent même les yeux bleus, ne remontent pas aux raids ultérieurs des Vandales, mais bien à la très ancienne vague atlanto-nordique. De nombreux chasseurs kabyles, par exemple, sont aujourd'hui encore irréfutablement d'origine nordique ». Dans Le Mythe du vingtième siècle, Alfred Rosenberg affirme :

« En 150, le Grec Marcion défend l'idée nordique d'un ordre du monde reposant sur une tension organique et des hiérarchies, en opposition avec la représentation sémitique d'une puissance divine arbitraire et de son despotisme sans limite. Pour cette raison il rejette aussi le « livre de la loi » d'une telle « divinité », c'est-à-dire l'ancien testament hébreu. »

### Rapport du nazisme au socialisme et à l'anticapitalisme
Le nazisme se réclame d'une forme de socialisme, mais sans rien de commun avec celui prôné par les sociaux-démocrates, les communistes ou les autres courants socialistes. Sa conception du « socialisme » se veut au contraire radicalement opposée à la vision marxiste alors dominante. Le national-socialisme n'est pas considéré comme faisant partie de la famille du socialisme au sens moderne du terme : il n'entretient pas de rapports avec les mouvements et courants socialistes, et leur voue au contraire une hostilité radicale qui leur vaut d'être réprimés et interdits dès l'accession d'Hitler au pouvoir.
En se réclamant d'une forme de socialisme, Hitler a avant tout tiré avantage de la popularité du mot : après 1934, les représentants « gauchisants » du parti sont cantonnés à un rôle de « leurre social ». Pour Joseph W. Bendersky, le socialisme et l'anticapitalisme continuent d'être des éléments de la propagande nazie tel que les nazis considèrent que le capitalisme porte tort aux nations par la finance internationale, la domination économique des grandes entreprises et l'influence des Juifs. Les affiches de propagande nazie destinées aux quartiers ouvriers exacerbaient l'anticapitalisme. Sur l'une d'entre elles était écrit : Le maintien d'un système industriel pourri n'a rien à voir avec le nationalisme. Je peux aimer l'Allemagne et détester le capitalisme.
Ian Kershaw souligne que la Volksgemeinschaft — basée sur la pureté raciale et le concept de lutte — que Hitler présente comme une « fusion du nationalisme et du socialisme » ne repose sur aucun concept socialiste moderne, mais au contraire sur une forme primaire de darwinisme social et d'idées impérialistes héritées du XIXe siècle. Ainsi, selon Ian Kershaw, « loin de porter atteinte au capitalisme, [Hitler] en fit un auxiliaire de l’État ».
Comme Kershaw, l'historien Hajo Holborn rappelle qu'Hitler lui-même n'a jamais été socialiste : il souligne en outre que les termes « nationalisme » et « socialisme » ont été utilisés dans les discours du dirigeant nazi comme des synonymes et de manière interchangeable, leur sens variant d'ailleurs en fonction du public auquel il s'adressait.
Ernst Nolte indique lui aussi que le national-socialisme « n'a jamais été en priorité un socialisme, en d'autres termes un mouvement principalement motivé par les affrontements internes des classes ; il était au contraire un nationalisme social de type fasciste, dans sa manifestation la plus radicale de surcroît ».
L'historienne Marlis Steinert souligne le caractère flou des conceptions d'Hitler en matière de socialisme, qui n'ont été exprimées, de manière désordonnée, qu'à travers des entretiens et des discours, et pas dans des écrits théoriques. Elle y distingue, à côté d'« absurdités » pures et simples, des idées proches de celles des « socialistes utopistes » du XIXe siècle, et des concepts qui se rapprochent des théories modernes du bien commun. Hitler ne semble cependant pas avoir connu les idées de Fourier, Proudhon ou Owen, et paraît s'être inspiré de « prétendus précédents germaniques ou chrétiens ». Pour Marlis Steinert, les idées d'Hitler sur le socialisme sont avant tout une illustration de son « éclectisme » d'autodidacte. De manière globale, elle voit dans les idées politiques et sociales d'Hitler une synthèse personnelle, composée d'« emprunts à des doctrines courantes » que le dirigeant nazi interprétait à sa façon, en les combinant de telle manière qu'il finissait par « construire un ensemble cohérent composé d'idées opposées », destiné à attirer des sympathisants de toutes sortes.
Frédéric Sallée, historien spécialiste de l’histoire du nazisme, explique que « le national-socialisme n'a de socialiste que le nom » et que « le socialisme utilisé n'a été qu'une illusion, un outil au service de la toute puissance de l'appareil d'État […], ne redoutant pas d'être enterré quand la nécessité de l’accomplissement nationaliste et raciste s'imposait ».

#### Conceptions d'Hitler
Hitler exprimait, autant en public qu'en privé, un profond mépris pour le capitalisme, l'accusant de prendre les nations en otage au bénéfice des intérêts d'une classe de rentiers « cosmopolites et parasites ». Il s'opposait en paroles à l'économie de marché et à la recherche effrénée du profit, et souhaitait une économie respectueuse de ce qu'il considérait être l'intérêt général. Il n'estimait pas le capitalisme digne de confiance en raison de sa nature égoïste, et lui préférait une économie dirigiste subordonnée aux intérêts du peuple. Hitler affirma en 1934 à un cadre du parti que « le système économique contemporain était la création des Juifs. » Hitler confia un jour à Benito Mussolini que « le capitalisme a[vait] fait son temps ». Hitler estimait également que la grande bourgeoisie d'affaires « ne connaissait rien d'autre que les profits. La Patrie n'est qu'un mot pour eux ». Hitler considérait Napoléon comme un modèle pour son comportement anticonservateur, anticapitaliste et antibourgeois.
Dès 1922, il définit le « socialisme » comme un dévouement inconditionnel à la nation allemande : « Celui qui est prêt à faire sienne la cause nationale, dans une mesure telle qu'il ne connait pas d'idéal plus élevé que la prospérité de la nation ; celui qui a compris que notre grand hymne Deutschland über alles signifie que rien, rien dans le vaste monde ne surpasse à ses yeux cette Allemagne, sa terre et son peuple, son peuple et sa terre, celui-là est un socialiste ». Si sa définition du socialisme n'est pas particulièrement précise, il la veut cependant distincte du marxisme et du bolchevisme. Pour Hitler, la « doctrine juive » du marxisme a « volé » le nom de socialisme. Le véritable « socialisme » est selon lui une « science de la prospérité collective » : il s'agit à ses yeux d'une vieille tradition aryenne et germanique, qui ne s'oppose ni à la propriété privée ni à la nation, et vise au contraire à assurer la richesse de tous. Tel que le conçoit Hitler, le socialisme préconise la défense des intérêts du peuple à l'intérieur de l'État, l'intérêt collectif primant sur l'intérêt particulier : il s'agit pour lui, en tant que Weltanschauung, d'une attitude éthique s'adressant à ceux qui vivent ensemble dans un espace ethnique ou national. Toujours selon Hitler, le national-socialisme donne à l'État la mission de « satisfaire les légitimes besoins des classes laborieuses en se fondant sur la solidarité raciale » et vise à susciter « un esprit communautaire et social, s'épanouissant au sein d'une économie nationale fondée sur la responsabilité individuelle et encadrée par l'État ». Il fera disparaître progressivement l'individualisme en faisant évoluer la personne humaine sur une base raciale. Le dirigeant nazi envisage l'extension de ce type de société aux autres pays, pour donner naissance à un « socialisme des nations » très différent de l'internationalisme marxiste-léniniste. Concernant les rapports entre classes sociales, Hitler ne semble réellement y avoir réfléchi que durant le conflit mondial, en relation avec les problèmes de l'espace vital. Lors d'une conversation, il a ainsi envisagé de résoudre la question sociale en garantissant à chacun une perspective d'ascension sociale, en assurant à tous un minimum vital et en faisant « participer chacun aux bienfaits de la culture ».
Dans Mein Kampf, Hitler montre son attachement au mercantilisme ; il pensait que les ressources économiques liées à un territoire devaient être réquisitionnées par la force. Il croyait que l'application du concept d'« espace vital » apporterait à l'Allemagne ces territoires précieux pour l'économie. Il pensait que le seul moyen de maintenir la sécurité économique était d'avoir un contrôle direct sur les ressources plutôt que de dépendre du commerce international. Il affirma que faire la guerre pour s'octroyer ces ressources était le seul moyen de devancer le système économique capitaliste déclinant.

#### Différentes conceptions nazies
Un certain nombre de nazis auraient eu des convictions anticapitalistes, par exemple Ernst Röhm, le chef de la Sturmabteilung (SA). Röhm affirma que l'arrivée des nazis au pouvoir constituait une révolution nationale, mais il déclara avec insistance qu'une « seconde révolution » (la nomination de Hitler à la chancellerie et les mesures prises jusqu'à la fin de l'année 1933 étant la première) était nécessaire pour que l'idéologie nazie soit aboutie. Les SA de Röhm attaquèrent les personnes jugées complices du mouvement réactionnaire. Hitler considéra que ces actions entreprises par Röhm de sa propre initiative étaient irrespectueuses, menaçaient potentiellement son autorité et mettaient en péril le régime en s'aliénant la sympathie du Président Paul von Hindenburg et de la frange conservatrice de l'armée allemande. Cela conduit Hitler à mener des purges parmi les éléments les plus radicaux des SA, y compris Röhm. Un autre nazi de haut rang, le ministre de la Propagande Joseph Goebbels, affirma catégoriquement le caractère socialiste du nazisme, et écrivit dans son journal personnel que s'il devait choisir entre le bolchévisme et le capitalisme, « en définitive », « il serait préférable pour nous d'aller vers le bas avec le bolchevisme que de vivre dans l'esclavage éternel du capitalisme ». Jusqu'en 1925, le NSDAP se contente de formules suffisamment vagues pour satisfaire la clientèle bigarrée qui compose ses soutiens et son électorat : en 1920, par exemple, Anton Drexler définit l'objectif du DAP, devenir le « parti de ceux qui travaillent », tandis que, en 1925, Gregor Strasser défend la nécessité d'un socialisme strict, pur, sans pour autant le définir précisément. Même à l'époque des succès, à partir de 1930, Hitler reste vague sur le programme économique ; néanmoins, le programme de 1920, déclaré intangible, est constamment remis en cause par la pratique quotidienne des relations entre les responsables du parti et les milieux d'affaires.
Le problème des biens des anciennes familles régnantes dans le Reich oblige le parti à expliciter ses positions : Strasser, avec à sa suite les Gauleiter du Nord du Reich, défend l'expropriation, tandis que Hitler et ses proches en Bavière s'y opposent lors du congrès organisé à Bamberg en 1927. En 1927, dans un article, Goebbels borne très strictement l'anticapitalisme nazi : ne remettant pas en cause la propriété, il se dresse non contre le capitalisme en tant que tel, mais contre un mauvais usage du capital par ses propriétaires.
À partir de 1933, le DAF, l'organisation la plus importante (numériquement) au sein du NSDAP, définit le socialisme en mettant en avant les concepts de travail, de réussite (Leistungsgesellschaft (de)) et de sens du devoir à l'égard du Reich et de l'État : l'une des implications pratiques, visible de réformes à tendance socialisantes, concerne le droit, la possibilité, d'accession à la propriété par le travail. La propagande définit aussi la forme de « socialisme » souhaité pour le Reich, « un socialisme par les actes » qui se concrétise par des actions charitables menées sous la houlette du NSDAP, et qui n'a par conséquent rien à voir avec le socialisme en tant que tel.
Parallèlement à cette rhétorique anticapitaliste, le programme du parti mentionne les termes de « socialisme » et de « révolution », mais de façon très vague et souvent contradictoire : ainsi, jusqu'à la Nuit des Longs Couteaux du 30 juin 1934, le vocabulaire du champ lexical de la révolution est employé par tous les cadres nazis, de façon symbolique, totalement coupée de la réalité. À partir de 1934, la révolution est toujours à l'ordre du jour, mais le contenu du concept a totalement évolué : le terme « révolutionnaire » finit par désigner simplement une personne favorable au nouveau régime.
La référence au socialisme est déjà présente chez le Parti ouvrier allemand (DAP), prédécesseur du Parti national-socialiste des travailleurs allemands (NSDAP). Ce petit groupe de droite radicale se réclame ainsi d'une forme de « socialisme germanique » mal défini, par lequel il ambitionne de ramener les ouvriers allemands vers le nationalisme, en les détournant de l'internationalisme marxiste.
Le nazisme, dont la doctrine va à l'encontre de l'idée d'égalité des hommes, n'envisage pas d'éliminer la propriété privée, ni les différences de classes sociales. Il prétend par contre fournir des salaires décents aux travailleurs, et éviter la lutte des classes en unissant les patrons et les travailleurs au sein de la « communauté du peuple » (Volksgemeinschaft). L'aile « gauche » du NSDAP, mené notamment par Otto Strasser, accorde une place importante au « socialisme » et à l'anticapitalisme, au contraire d'Hitler qui se montre très hostile envers les influences « marxistes » et n'envisage aucun contrôle ouvrier sur les entreprises. La tendance d'Otto Strasser est évincée politiquement dès l'été 1930, et l'aile « populiste » du nazisme, partisane d'une révolution sociale, est vite éliminée politiquement, ou physiquement au cours de la nuit des Longs Couteaux en 1934. Le discours nazi continue ensuite d'utiliser le concept de socialisme, vu sous l'angle de l'unité nationale en lieu et place de la lutte des classes : Joseph Goebbels présente ainsi le national-socialisme comme « le vrai socialisme », car il vise à permettre aux classes sociales de vivre ensemble au lieu de les dresser les unes contre les autres.

### Anti-christianisme
Le nazisme rejette le christianisme non seulement parce qu’il est issu du judaïsme, d’une part, et selon les nazis, l’Église catholique, comme tout pouvoir hostile au nazisme, est infiltrée et manipulée par le Juif, mais aussi, d’autre part, pour des raisons qu’il considère comme spécifiques au christianisme. Le nazisme, idéologie raciste, accorde une grande importance au sang, au sexe et à la nature, fondements devant garantir la reproduction de la race et donc son existence. Les préceptes que le nazisme considère comme typiquement chrétiens et qu’il condamne comme étant des entraves au but qu’il poursuit (la survie de la race) sont principalement :
- le mépris de la nature et du corps,
- l’amour du prochain au détriment des liens du sang (ou liens de race),
- le refus de l’usage de la violence pour se défendre dans la lutte pour la vie.

Le nazisme considère qu’une société organisée sur ces bases ne peut que mener à la « désespérance désenchantée qui suscite l’appel, si typiquement « oriental », à un sauveur ».
Des persécutions de toutes sortes furent ainsi dirigées contre les protestants, notamment les membres de l'Église confessante fondée par le pasteur Martin Niemöller puis contre les catholiques. Il est vraisemblable que beaucoup de nazis préconisaient à terme une religion d'État débarrassée de toute référence chrétienne, la judéité du Christ, affirmée par les Églises, était inconcevable dans la conception du monde du nazisme.[réf. nécessaire]

### Moyens de destruction des populations «indésirables»

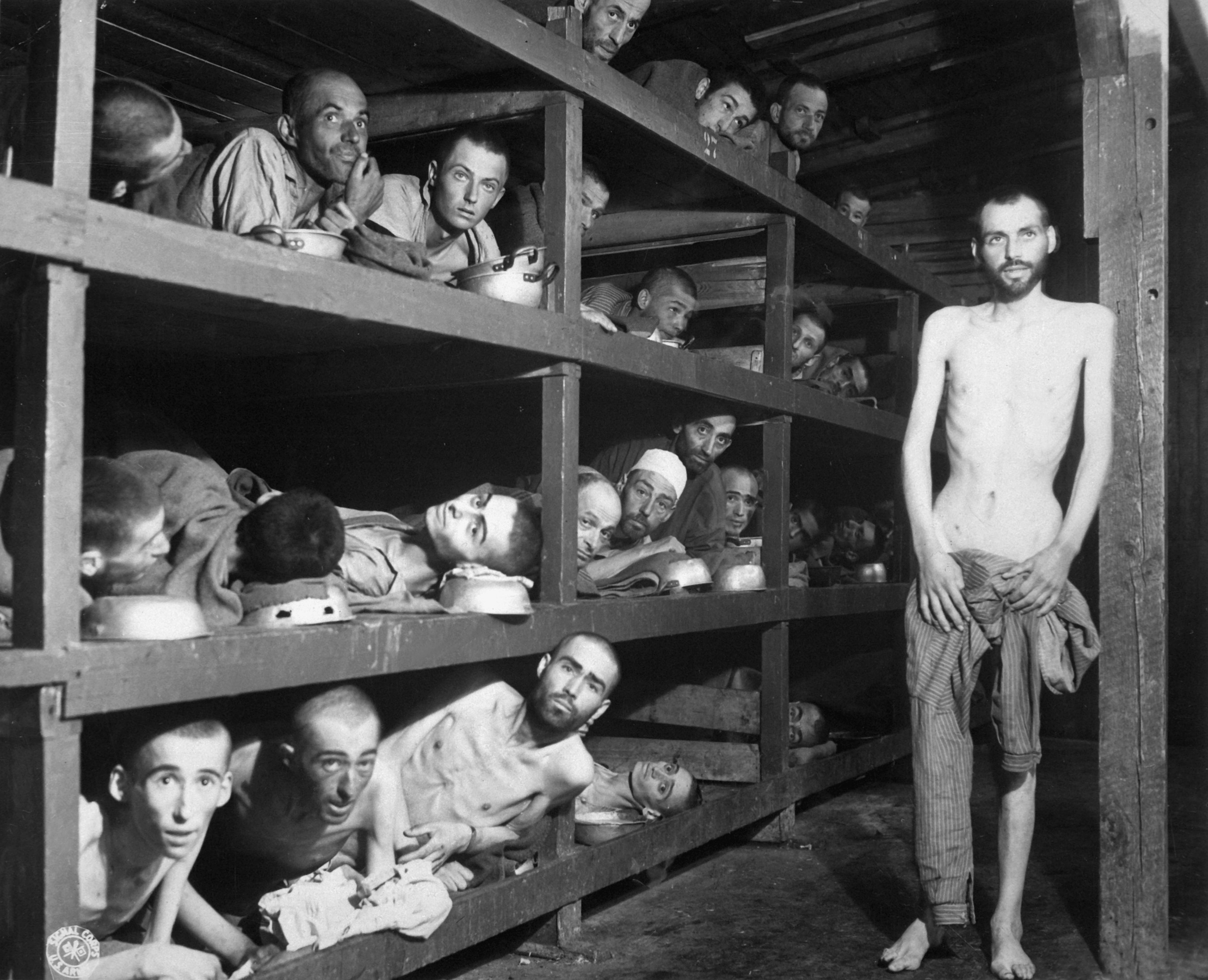
Libération du camp de Buchenwald, 16 avril 1945.

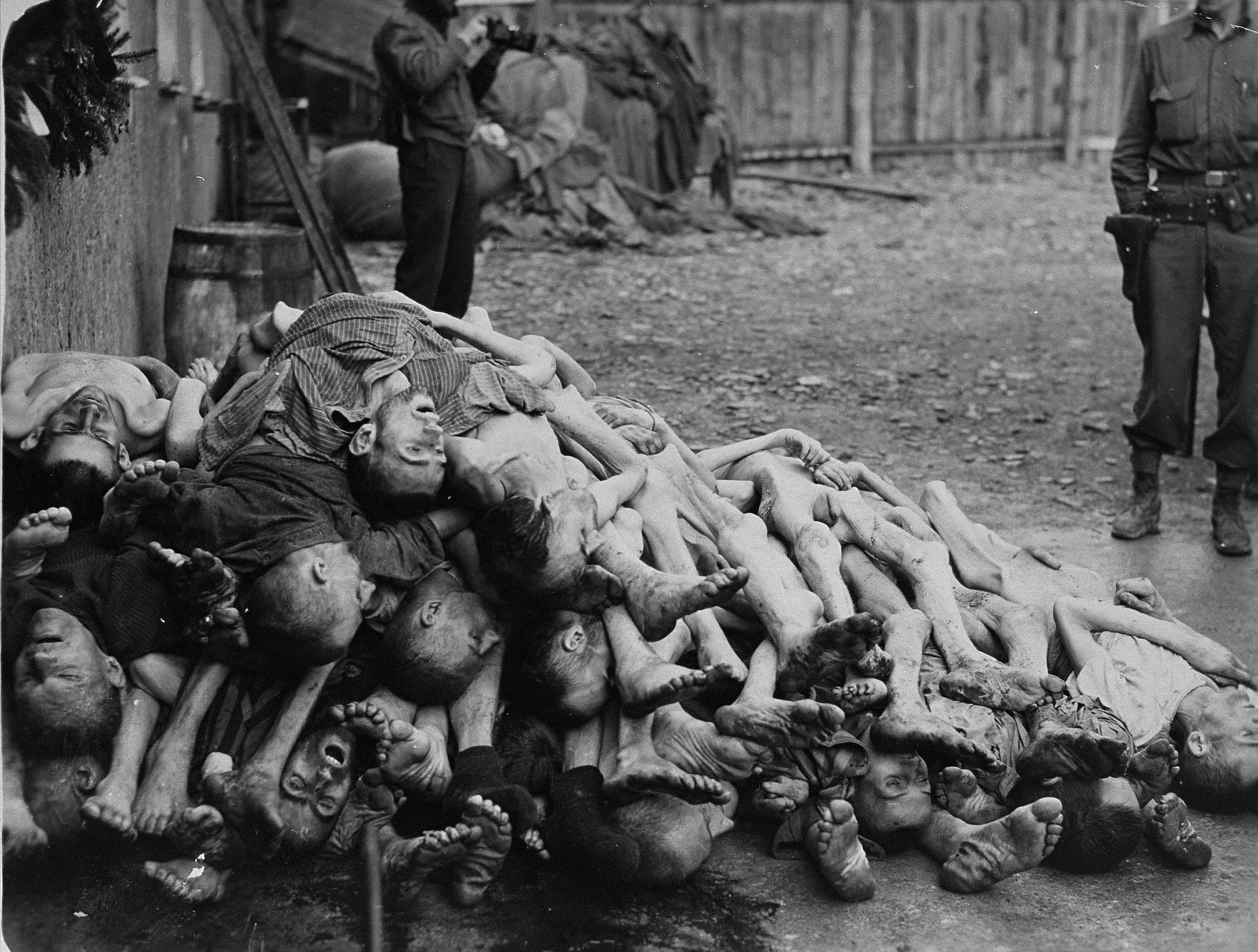
Victimes du Régime Nazi dans le Camp de concentration de Buchenwald

Les nazis éliminèrent physiquement, stérilisèrent ou emprisonnèrent ceux qu'ils considéraient comme malades, ou ceux qui étaient considérés comme atteints de maladies physiologiques ou mentales héréditaires et de troubles mentaux, en s'appuyant sur une lecture particulière des théories eugéniques du Britannique Francis Galton (cf. Eugénisme sous le nazisme). En septembre 1939, Hitler donna son assentiment à la mise en œuvre d'un programme d'« euthanasie », sans distinction d'âge, des personnes handicapées ou atteintes de certaines maladies incurables. Ce programme appelé Aktion T4 fut mené par un petit nombre d'hommes triés sur le volet et sous le contrôle de médecins. Au total, il est estimé qu'environ 200 000 personnes en furent victimes entre 1940 et 1945.
Après avoir conquis le pouvoir absolu, les nazis éliminèrent selon des procédés systématiques et par cercles concentriques entre cinq et six millions de Juifs (notamment, mais pas uniquement, à l'aide de chambres à gaz), ainsi qu'entre 500 000 et un million de Tziganes, dont 23 000 ont été recensés dans le seul camp d'Auschwitz. Ils stérilisèrent aussi 400 000 Allemands[réf. nécessaire] et incarcérèrent tous les opposants au pouvoir dans des camps de concentration. L'extermination des Juifs est appelée « Shoah », ce qui signifie « catastrophe » en hébreu. Celle des Tziganes est appelée Porajmos, littéralement « la dévoration ». Les Tziganes auraient ainsi perdu entre le quart et la moitié de leur population européenne, tandis que les deux tiers des Juifs d'Europe furent assassinés (dont 90 % des Juifs de Pologne, d’Allemagne et des Pays Baltes).

## Influences et composantes idéologiques
Les composantes idéologiques et les sources d'inspiration du nazisme sont extrêmement diverses. Ainsi, pèle-mêle sont repris dans l'idéologie nazie : le national-bolchévisme incarné par Ernst Niekisch et repris par Goebbels ; l'idée de la Grande Allemagne empruntée au national-libéralisme du « printemps des peuples » de 1848 et pangermanistes ultérieurs du XIXe siècle[réf. nécessaire] ; le nationalisme xénophobe des patriotes de 1813 comme Ernst Moritz Arndt et Friedrich Ludwig Jahn ; les tendances protectionnistes et autarciques en économie chères à Fichte et Friedrich List[réf. nécessaire] ; le néo-paganisme allemand par haine du catholicisme romain, illustré par exemple par les opéras de Richard Wagner, érigés après la mort du compositeur en véritable liturgie nationale[réf. nécessaire] ; et l'idée d'un socialisme allemand élaborée par Werner Sombart et Oswald Spengler.
Selon Claude David, pour les nazis « le seul point intangible, le seul dogme, fut le racisme. Ce racisme appuie et justifie la politique nationaliste, les projets impérialistes du mouvement ». Pour Ian Kershaw, en dehors du nationalisme et du racisme, le nazisme n'a pas de réelle cohérence politique, du fait notamment de la diversité de sa clientèle électorale et militante.

### Idées philosophiques duXIXesiècle
Le culte de la force est propagé dans les universités par Heinrich von Treitschke. Nietzsche contribua à la diffusion de cette idéologie notamment dans son œuvre Au-delà du bien et du Mal. C'est à son insu, pendant ses dernières années de maladie, que sa sœur, Elisabeth Förster-Nietzsche mariée à Bernhard Förster, pour laquelle il exprimait également un grand mépris à la suite de son mariage avec un antisémite ayant tenté de fonder une nation aryenne au Paraguay, falsifia son œuvre et composa « La Volonté de Puissance ». Elle en fit ce qui devait devenir plus tard une arme de propagande pour le régime nazi. Elle eut recours à un véritable travail de faussaire, et de découpage, allant jusqu'à retirer les passages la concernant personnellement.
Aussi, encore aujourd'hui, les écrits de Nietzsche sont sujets à la controverse, souvent par mécompréhension ou interprétation douteuse. La critique la plus commune se rapportant au nazisme est celle qui consiste à dire que Nietzsche incitait à l'antisémitisme, de par les critiques qu'il peut faire à l'égard du prêtre, « les juifs, ce peuple de prêtres ». Or il ne condamne ici nullement les juifs mais bien les méthodes du prêtre, peu importe ses origines (cf. Généalogie de la morale, IIIe traité et la fin d'Ainsi parlait Zarathoustra en référence au dernier Pape). Johann Chapoutot remarque que Nietzsche est relativement peu mobilisé par les nazis car, en plus de son mépris pour les Allemands (qu'il considère « combien il y a de bière dans l'intelligence allemande »), le philosophe montre son mépris pour le nationalisme, le racisme et l'antisémitisme, dans lesquels il voit une idéologie de faibles.

### Idées racistes antérieurement développées
L'idée de base du nazisme est l'affirmation de la supériorité du peuple aryen. Par conséquent, inspirés par Gobineau et Houston Stewart Chamberlain ainsi que par les théories eugéniques de Georges Vacher de Lapouge, les nazis pensent que tout métissage est une dégénérescence. De plus, selon les nazis, l'Allemagne est le dernier refuge du « peuple aryen ». Cette idée est émise par Ludwig Geiger et imposée par Karl Penka. Sur ce postulat, les nazis fondent une échelle raciale, tout en bas de laquelle se trouve le peuple juif accusé de vouloir « contrôler le monde » (soit par le communisme, soit par le capitalisme). Les nazis s'appuient d'ailleurs, à titre de preuve, sur le faux intitulé Les Protocoles des Sages de Sion, rédigé par Mathieu Golovinski, agent provocateur des services secrets tsaristes.

Les thèses nationalistes et racistes vont se retrouver dans les idées colportées par les mouvements völkisch, qui vont fleurir en Allemagne à la fin du XIXe siècle et au début du XXe siècle. En répandant en Allemagne des théories ultra-nationalistes et racistes, ces mouvements ont fait le lit du national-socialisme.
Il existe deux interprétations chez les historiens. Pour les uns, le nazisme est un système totalitaire spécifique, essentiellement raciste et antisémite, et fortement opposé au judéo-christianisme. Pour les autres, le nazisme n'est qu'une variété de fascisme. Les termes « fascisme » et « totalitarisme » reposent souvent sur des définitions floues ; ils restent mal définis et il n'y a pas de consensus d'historiens sur leur utilisation. D'aucuns les récusent totalement. À l'origine, le fascisme visait à l'édification d'un État fort, base d'un nouvel Empire, véritable but, alors que le nazisme voyait dans l'État le moyen de mettre en œuvre la politique raciale et de domination mondiale de la nation allemande. Le fasciste mourait pour l'Italie, le nazi pour la « race aryenne ». La Seconde Guerre mondiale n'est donc pas un conflit de nations, à l'instar de la première, mais un conflit de « visions du monde ».
Dans la pratique, Mussolini enferme et persécute ses opposants, mais ne s'est jamais livré à une politique d'extermination sur des bases culturelles et religieuses, alors que l'idéologie nazie organisait un système de déportations des « indésirables ». D'abord et principalement les Juifs, qui tous devaient être éliminés, adultes comme enfants. Hitler avait décrété que tous devaient disparaître en vertu d'une purification de l'Europe planifiée « scientifiquement », c'est-à-dire avec des arguments pseudo-scientifiques, les théories raciales, et en mobilisant tous les moyens techniques. Leur élimination était visée, non leur réduction en tant qu'ennemis. D'autres groupes sociaux subirent les déportations et les persécutions : communistes et autres marxistes, Tziganes, handicapés physiques ou mentaux, « asociaux », homosexuels, catholiques, protestants, Témoins de Jéhovah… Les camps d'extermination tels Auschwitz, Treblinka, Maïdanek, furent construits ou transformés à des fins d'extermination.
Le concept d'État totalitaire est forgé par le philosophe et théoricien du fascisme italien, Giovanni Gentile, qui écrivait les textes de Mussolini ayant un contenu théorique. L'État totalitaire doit prendre le contrôle de la société tout entière et de tous ses secteurs, jusqu'à faire disparaître celle-ci, englobée dans l'État, devenu « total ». Le fascisme du système des États totalitaires, qu'il invente au contraire, ne peut pas être exclu. Le fascisme voit le jour en Italie, avec la prise du pouvoir par Mussolini (Marche sur Rome, 1922) ; il invente un nouveau mode d'État précisément, en pratique et en théorie. Il en fait la théorie et le réalise en vue de constituer un Empire, supposé faire renaître l'Empire romain.
Invention que Hitler recueille et développe, en préparant la guerre en Europe, dans le but de créer un nouvel Empire européen, le « Reich de 1 000 ans ». L'exploitation du mythe du « danger juif » (complot mondial en parallèle et/ou alliance avec le communisme international) sera reprise. On[Qui ?] diffusera systématiquement un faux, fabrication de la police secrète du Tsar, les « Protocoles des Sages de Sion », supposé révéler ce « complot juif mondial ». Adolf Hitler mentionne cette lecture dans Mein Kampf.
Dietrich Eckart (à qui Hitler dédiera Mein Kampf) déclarait avoir initié ce dernier au livre d'Helena Blavatsky La Doctrine secrète.
Ce qui distingue le nazisme du fascisme est, non pas le nationalisme, le racisme et l'antisémitisme, mais le fait que la politique nazie soit d'abord et essentiellement raciste et antisémite, et ait donné lieu à la destruction des Juifs d'Europe, au moyen d'un plan systématique d'extermination. La planification et l'organisation systématiques d'une politique raciale fondée sur l'élimination physique d'une population sont une spécificité nazie, et n'appartiennent ni au fascisme italien, ni aux divers autres fascismes européens. La diversité des expressions porte souvent à confusion.

## Ouvrages de référence du nazisme

### Ouvrages notables parmi lesquels le nazisme a puisé son inspiration
- Arthur de Gobineau, Essai sur l'inégalité des races humaines (1855)
- Houston Stewart Chamberlain, La Genèse du XIXe siècle (1899)
- Georges Vacher de Lapouge, l'Aryen et son rôle social (1899)
- Madison Grant, Le décès de la grande race (1916)
- Hans Friedrich Karl Günther, Rassenkunde des deutschen Volkes (1922) et Rassenkunde Europas (1924)

### Ouvrages notables des théoriciens du IIIeReich
- Adolf Hitler, Mein Kampf, (1924)
- Dietrich Eckart, Ein Vermächtnis, (1928)
- Richard Walther Darré, Das Bauerntum als Lebensquell der Nordischen Rasse (1929)
- Alfred Rosenberg, Le Mythe du XXe siècle, (1930)
- Joseph Goebbels, Wesen und Gestalt des Nationalsozialismus, (1934